# Régis Jauffret
Régis Jauffret (født 2. juni 1955 i Marseilles) er en fransk forfatter.
Han vandt prisen Prix Femina, 2005, for bogen Asiles de fous (ikke udgivet på dansk).

## Bøger på dansk
- Claustria (Claustria), 2012